# Tweeklauwdubbelkopje
Het tweeklauwdubbelkopje (Diplocephalus latifrons) is een spinnensoort in de taxonomische indeling van de hangmatspinnen (Linyphiidae).
Het dier komt uit het geslacht Diplocephalus. Diplocephalus latifrons werd in 1863 beschreven door Octavius Pickard-Cambridge.